# Філіпп (курфюрст Пфальцу)
Філіпп Щирий (нім. Philipp der Aufrichtige; 14 липня 1448 — 28 лютого 1508) — 7-й курфюрст Пфальцький в 1449—1451 і 1476–1508 роках. Мав також прізвисько «Шляхетний» (der Edelmütige).

## Життєпис

### Молоді роки
Походив з династії Рейнських Віттельсбахів. Син Людвіга IV, курфюрста Пфальцу, і Маргарити Савойської. Народився 1448 року в Гайдельберзі. У 1449 році помирає його батько. На той час Філіппу виповнилося 11 місяців. Тому регентом було призначено стрийка Фрідріха. Останній у 1450 році втягнувся у протистояння між шляхетськими родами Лютцельштайнів і Лайнінгенів. Перших також підтримали Ліхтенберги.
У 1451 році Лютцельштайни та Ліхтенберги виступили проти регента Фрідріха. також його ворогами стали пфальцграф Людвіг I Цвайбрюкенський, маркграф Якоб I Баденський, Дітрих, архієпископ Майнцький. За цих умов Фрідріх переконав стани Пфальцу передати йому владу. Натомість він всиновив Філіппа, до якого після смерті Фрідріха повинна була перейти влада.
У 1467 році підтвердив права стрийка Фрідріха I. Того ж року не підкорився Фрідріху, який бажав оженити Філіппа на графині Оттілії фон Катценельнбоген. 1468 року очолював війська на допомогу архієпископу Рупрехту Кельнському, своєму іншому стрийку. Того ж року захопив замок Герольдзек.
1471 року брав участь в облозі Вайсенбургу. 1472 року на вимогу імператора знову підтвердив права Фрідріха I. 1474 року призначено регентом (намісником) Верхнього Пфальцу. Того ж року оженився з представницею Ландсгут-Баварських Віттельсбахів.

### Курфюрст
У 1476 році після смерті стрийка стає повновладним правителем Пфальцького курфюрства. При цьому успадкував наповнену скарбницю, квітуче господарство й сильне військо. 1480 року передав незнатному лицареві Гансу фон Трота замок Бервартштейн у Васгау, який фактично належав монастирю Вайсенбург. Водночас курфюрст призначив фон Троту маршалом Пфальцу. Згодом це спричинило конфлікт з монастирем.
1481 року призначив відомого правника Йоганна фон Дальберга своїм канцлером (1482 року той став князем-єпископом Вормсу). Останній сприяв піднесенню Гайдельберзького університету.
1489 року уклав союзний договір з королівством Франція, спрямований проти зростаючих амбіцій Габсбургів. При цьому став отримувати фінансову допомогу від французьких королів. З 1492 року вона становила 12 тис. ліврів на рік.
У 1495 році із застереженнями підтримав план імперської реформи за планом Бертольда Геннеберга на Вормському рейхстазі. Тоді ж брав участь в укладанні Довічного земського миру. 1496 року придушив заворушення в Кройцнасі. 1497 року надав допомогу Йоганну II Баденському, архієпископу Трірському, у війні проти міста Боппард. 1498 році опинився у складних стосунках з Папським престолом через бажання захопити Вайсенбург. 1499 року після смерті троюрідного брата Оттона II успадкував пфальцграфство Мозбах-Ноймаркт.
1503 році втрутився у боротьбу за Ландсгутську спадщину, підтримавши сина Рупрехта. Проти Пфальца виступили герцогство Баварсько-Мюнхенське, ландграфство Гессен, графство Вюртемберг, Швабський союз. У розпал війни 1504 року помер син Рупрехт. Було сплюндровано Верхній Пфальц, скарбниця в значній мірі спорожніла. 1505 року за Кельнським договором герцогство ландсгут-Баварія було передано Альбрехту IV, герцогу Баварсько-Мюнхенському, онуки курфюрста Філіппа отримали невеличке герцогство пфальц-Нойбург (частину Ландсгут-Баварії).
Згодом доклав зусиль для відродження держави. 1506 року брав участь в придушення селянського руху Башмак. Помер у 1508 році. Йому спадкував син Людвіг V.

## Культурна діяльність
Двір курфюрства в Гайдельберзі став центром Німецького Відродження. Канцлер Йоганн фон Дальберг залучав до двору багатьох гуманістів: Рудольфа Агріколу, Якоба Вимпфелінга, Йоганна Рейхліна, Конрада Цельтіса, Дітріха Пліенінгена, Адама Вернера фон Теймара, Йоганна Трітемія, Германа фон Буша і Йоганна Еколампадій, які зробили Гайдельберг і його університет головним центром раннього німецького гуманізму.

## Родина
Дружина — Маргарита, донька герцога Ландсгут-Баварського Людвіга IX Віттельсбаха
Діти:
- Людвіг (1478—1544), 8-й курфюрст Пфальцу
- Філіп (1480—1541), єпископ Наумбургу
- Рупрехт (1481—1504)
- Фрідріх (1482—1556), 9-й курфюрст Пфальцу
- Єлизавета (1483—1522), дружина: 1) Вільгельма III, ландграфа Гессен-Марбургу; 2) маркграфа Філіпа I Баденського
- Георг (1486—1529), єпископ Шпаєра
- Генріх (1487—1552), єпископ Вормса, у єпископ Утрехта
- Йоганн (1488—1538), єпископ Регенсбурга
- Амалія (1490—1524), дружина Георга I, герцога Померанії
- Барбара (1491—1505)
- Гелена (1493—1524), дружина Генріха V, герцога Мекленбург-Шверінського
- Вольфганг (1494—1558), пфальцграф Ноймаркту
- Отто-Генріх (1496)
- Катерина (1499—1526), абатиса в Нойбурзі